# Pavonia paludicola
Pavonia paludicola là một loài thực vật có hoa trong họ Cẩm quỳ. Loài này được Nicolson ex Fryxell mô tả khoa học đầu tiên năm 1989.